# ウル
ウル（Ur）は古代メソポタミア南部にあった古代都市。ウバイド期（紀元前6500年～紀元前3800年頃）には人が居住し、紀元前三千年紀にはウル第1王朝が始まった。紀元前一千年紀に入ると新アッシリア帝国及び新バビロニア帝国の支配を受けたが、紀元前5世紀のアケメネス朝の時代に入ると衰退。長らく忘却されていたが、紀元19世紀に入って発掘・再発見された。
現在のイラク南部、ジーカール県のテル・エル＝ムッケイヤル（Tell el-Muqayyar、アラビア語: تل المقير）が古代のウルである。ウルはシュメールの重要な都市国家であった。ウルはかつてユーフラテス川がペルシア湾に注ぐ河口そばに位置する都市であったが、現在では海岸線が移動し内陸となっている。ウルはユーフラテス川南岸にあり、現代のイラクの都市ナーシリーヤから16キロメートルの位置にある。
ウルは前3800年頃のウバイド期に創建され、前2600年頃に都市国家として文字史料に記録されている。初めて文字史料に登場する王はメスアンネパダである。
ウルの守護神はシュメールとアッカド（アッシリア・バビロニア）の月神ナンナ（アッカド語：シン）であり、都市の名前はこの神に由来している。UNUGKIという名前は文字通りには「ナンナの住まう所（UNUG）」を意味する。
この遺跡には部分的に修復されたウルのジッグラトの遺構が残されている。これはナンナ神殿であると考えられており、1930年代に発掘調査が行われた。このジッグラトは前21世紀（低年代説）のウル・ナンム王の治世中に建設され、前6世紀にバビロンの王ナボニドゥスによって再建された。ジッグラトの遺構は南北1,200メートル、東西800メートルに及び、北東から南西に向けて現在の平野の面から約20メートルの高さになっている。

## 表記
英語ではUr[ʊər]、シュメール語ではUrim、シュメール語楔形文字では𒋀𒀕𒆠URIM2KIまたは𒋀𒀊𒆠 URIM5KI、アッカド語ではUru、 アラビア語: أور、 ヘブライ語: אורなどとなっている。

## 配置

前2350年頃のシュメールとエラム。ウルはユーフラテス河口、海岸に程近い位置にある。

ウル市はウル・ナンムによって都市計画が行われたと言われている。明確に分割された地区にわかれており、商人はその地区の1つに、職人もまた別の地区に居住していた。大通りと狭い路地があり、人々が集まるための広場もあった。数多くの水利・治水設備によってこれらの地区が存在したことが示されている。
家々は泥レンガと泥の漆喰で建てられた。重要な建物は瀝青と葦で補強されたレンガが用いられた。ほとんど全ての基礎部分は現存している。人々はその死後、自宅の床下の間や立坑に埋葬された（一人ずつ別々に埋葬され、時には宝石や土器、武器などが副葬された）。

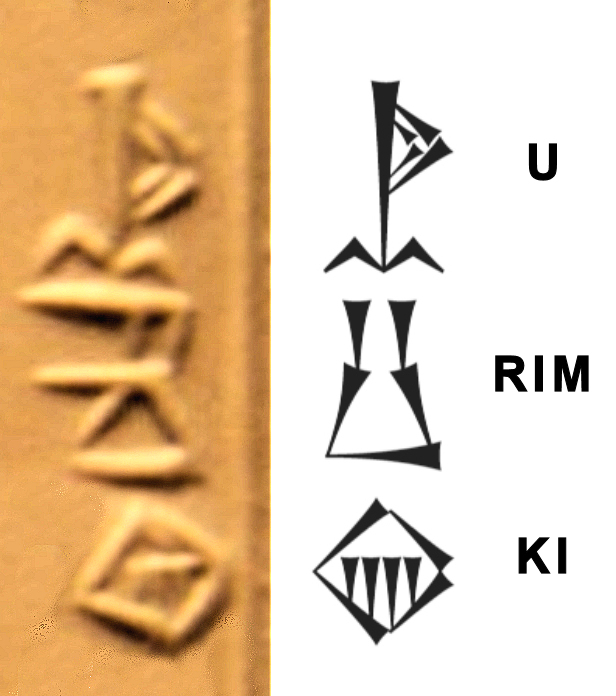
ウル・ナンム王の印章に残された「ウル国」の名前（ URIM_{5}^{KI}）

ウルは高さ8メートル、幅約25メートルの市壁に囲まれ、粘土壁で囲われたいくつかの地区があった。建物が城壁に組み込まれた場所もあった。ユーフラテス川が都市の西側の防御を補完していた。

## 社会と文化
ウルがメソポタミア平野におけるシュメールおよびアッカドの主たる中心都市であったことは考古学的な発見によって明白となっている。特に、王墓群の発見はその栄華を証明している。この王墓群は初期王朝時代第3a期（おおよそ前25世紀から前24世紀）に年代づけられ、貴金属や半貴石で作られた装身具など、膨大な量の奢侈品が埋納されていた。こうした貴金属類や半貴石は全て遠隔地（イラン、アフガニスタン、インド、小アジア、レヴァント、ペルシア湾）から輸入しなければならないものであった。当時において比類の無いこの富は、初期青銅器時代におけるウルの経済的重要性を証明するものである。
この地域における考古学的研究は、古代の景観と長距離間の交流に対する理解にも大きく貢献している。ウルは、当時において現在よりも内陸まで入り込んでいたペルシア湾にあった主要な港の1つであり、メソポタミアにもたらされる交易の多くを支配していた。ウルにもたらされる輸入品は世界各地からやってきた。こうした輸入品には金や銀のような貴金属、ラピスラズリやカーネリアン（紅玉髄）のような宝石もあった。
ウルには奴隷（外国人捕虜）、農民、職人、医師、書記、神官などからなる階層化された社会機構が存在したと考えられる。上級の神官は明らかに巨大な富を享受し、邸宅に居住していた。
契約・商業記録・宮廷文書など、数万にものぼる楔形文字文書がこの都市の複雑な経済および法制度を記録している。これらの文章は神殿群、宮殿、そして個々人の住宅から発見された。

### 音楽
1929年のウルク旧市街の発掘で現代のハープに似たリュラー（竪琴）が発見された。弦の数は11本で頂部が雄牛の形状をしている。

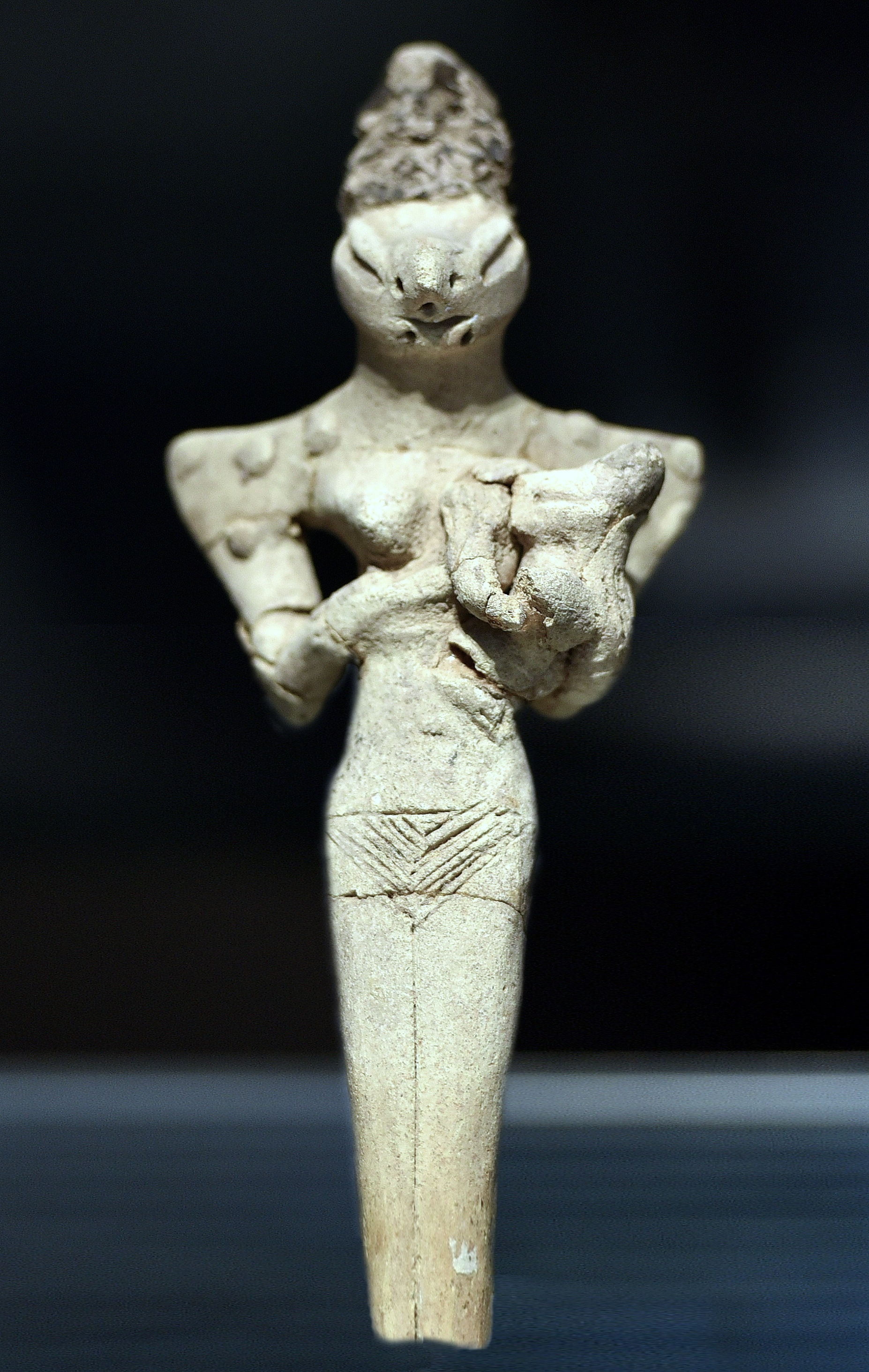
子供をあやすトカゲ頭の裸婦。ウルで発見。ウバイド期、前4500-前4000年、イラク国立博物館収蔵。

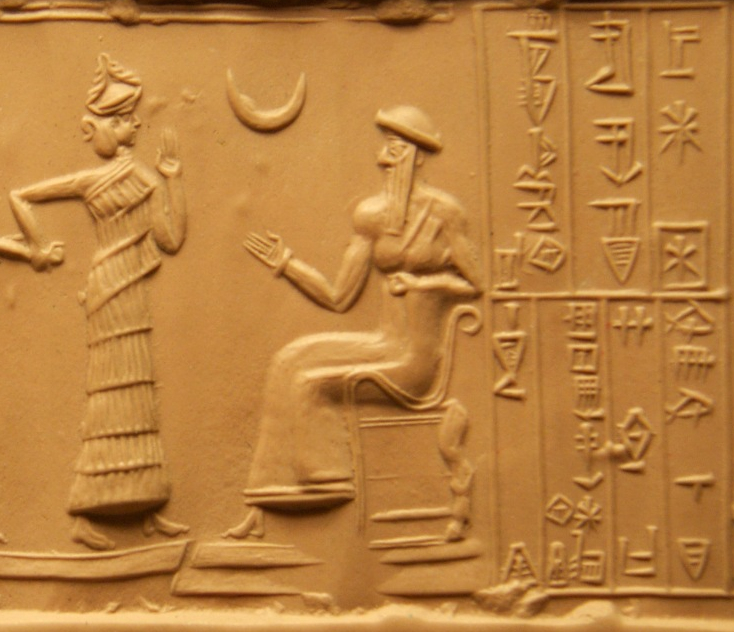
ウル・ナンム王の即位（前2047年頃-前2030年頃）

## 歴史

### 先史時代
ウルが創建された頃、ペルシア湾の水位は現在よりも2.5メートル高かった。ウルは周囲を沼沢地に囲まれていたと考えられる。灌漑は必要とされず、ウルにあった運河網は輸送に使用されていたであろう。しばしば都市化に必要な前提条件としてよく仮定される農業革命を要することなく、魚、鳥、塊茎、そして葦がウルを経済的に支えていたのかもしれない。
考古学者たちによってウバイド期（前6500年頃-前3800年頃）のウルにおける初期の居住の痕跡が発見されている。この初期の層は土壌堆積物（sterile deposit of soil）に覆われていた。1920年代にはこの堆積物は発掘者たちによって『旧約聖書』「創世記」および『ギルガメシュ叙事詩』に描かれた大洪水の証拠であると解釈されていた。現在では南メソポタミア平野がユーフラテス川とティグリス川の恒常的な洪水に晒されて水と風による激しい浸食を受け、このことによってメソポタミア神話の洪水神話が形成され、聖書の大洪水の物語が派生したと理解されている。

#### 前4千年紀のシュメール人の居住
ウルにおける更なる居住が明らかになるのは前3千年紀である（ただし、前4千年紀の間には既に都市として発達していたことは間違いない）。前3千年紀の南メソポタミアはシュメール語を第一言語として用いる地域であったが、基本的にシュメール語とアッカド語のバイリンガル地帯であった。シュメール語とアッカド語の相互の影響は広範な語彙の借用、統語論、形態論、音韻的収束等、あらゆる領域において明らかである。このため、学者たちは前3千年紀のシュメール語とアッカド語を「言語連合」として取り扱っている。

### 前3千年紀（初期青銅器時代）
青銅器時代のウルの重要性を把握することができる様々な重要な史料が存在する。ウルの王墓の豪華な遺構が示しているように、ウル第1王朝は大きな富と力を持っていたと思われる。『シュメール王朝表』の中には不正確ながらも古代シュメールの政治史、また特にウルの複数の支配者について記載されている。メスアンネパダは『シュメール王朝表』で言及されている最初のウル王であり、マリで発見されたビーズや、テル・ウバイド出土の碑文にも登場することから、恐らく前26世紀頃に実在した可能性が高いと考えられている。ウルはthe City Sealsと呼ばれる種類の『円筒印章』からわかるように、既に重要な中心的都市であったと思われる。この種の印章は古代メソポタミアの都市国家の名前を書いたもの、あるいはそのシンボルと見られる楔形文字の原型で書かれた一連の記号がある。これらの印章の多くはウルで発見されており、ウルの名前が目立つように書かれている
。
ウルは前24世紀から前22世紀にかけてアッカドの王サルゴンによって建設されたアッカド帝国の支配下に置かれた。サルゴンの死後、リムシュがアッカド王に即位すると、ウル王を称するカクはアダブ、ウンマ、ラガシュなどと共に反乱を起こしたが失敗し、ウルの城壁は破壊された。この反乱の鎮圧について語るリムシュの碑文は、反乱者たちをシュメール（šu-me-ri-mu）と表現しており、これは楔形文字文書において「シュメール」という表現を用いる最古のものである。
アッカド帝国はナラム・シン王の時代に最大の版図を形成したが、その子シャル・カリ・シャッリの死後には『シュメール王朝表』に「誰が王で誰が王ではなかったか」と記録される混乱期に入った。シャル・カリ・シャッリの治世の頃からグティ人、アムル人（マルトゥ）、エラム人の侵入が目立ち始め、特にグティ人とエラム人が重大な脅威となった。この混乱期を経てシュメールの有力都市も次第に自立していき、ウルはウルクの王ウトゥ・ヘガルの勢力下に入った。ウトゥ・ヘガルの配下の将軍としてウルに派遣されたのがウル・ナンムである。ウルを支配するウル・ナンムはやがて自立して「ウルの王」となった。

ウル第3王朝。上が西、右が北である。

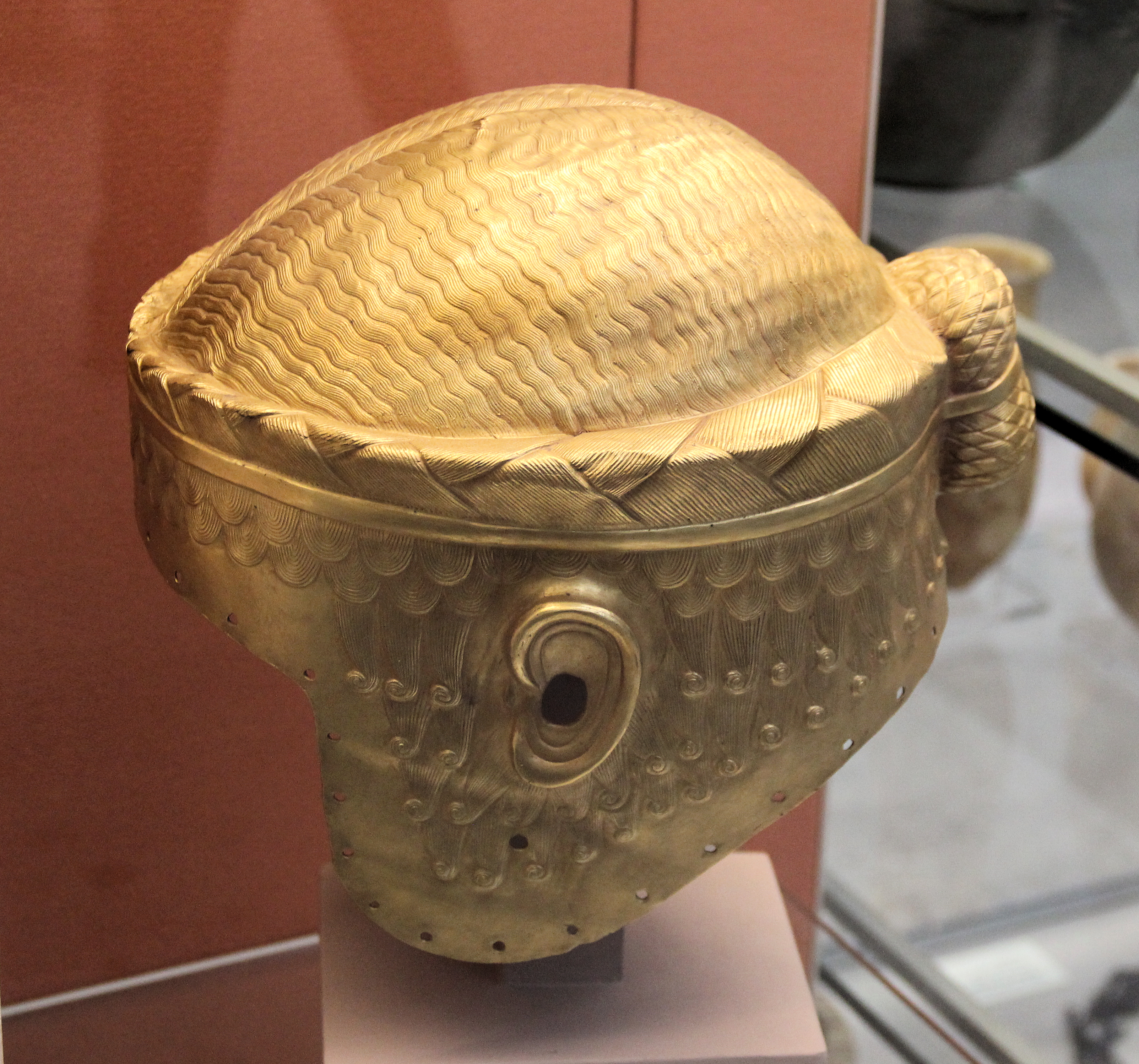
ウル第1王朝の王メスカラムドゥグの黄金の兜。前2600年頃-前2500年頃。

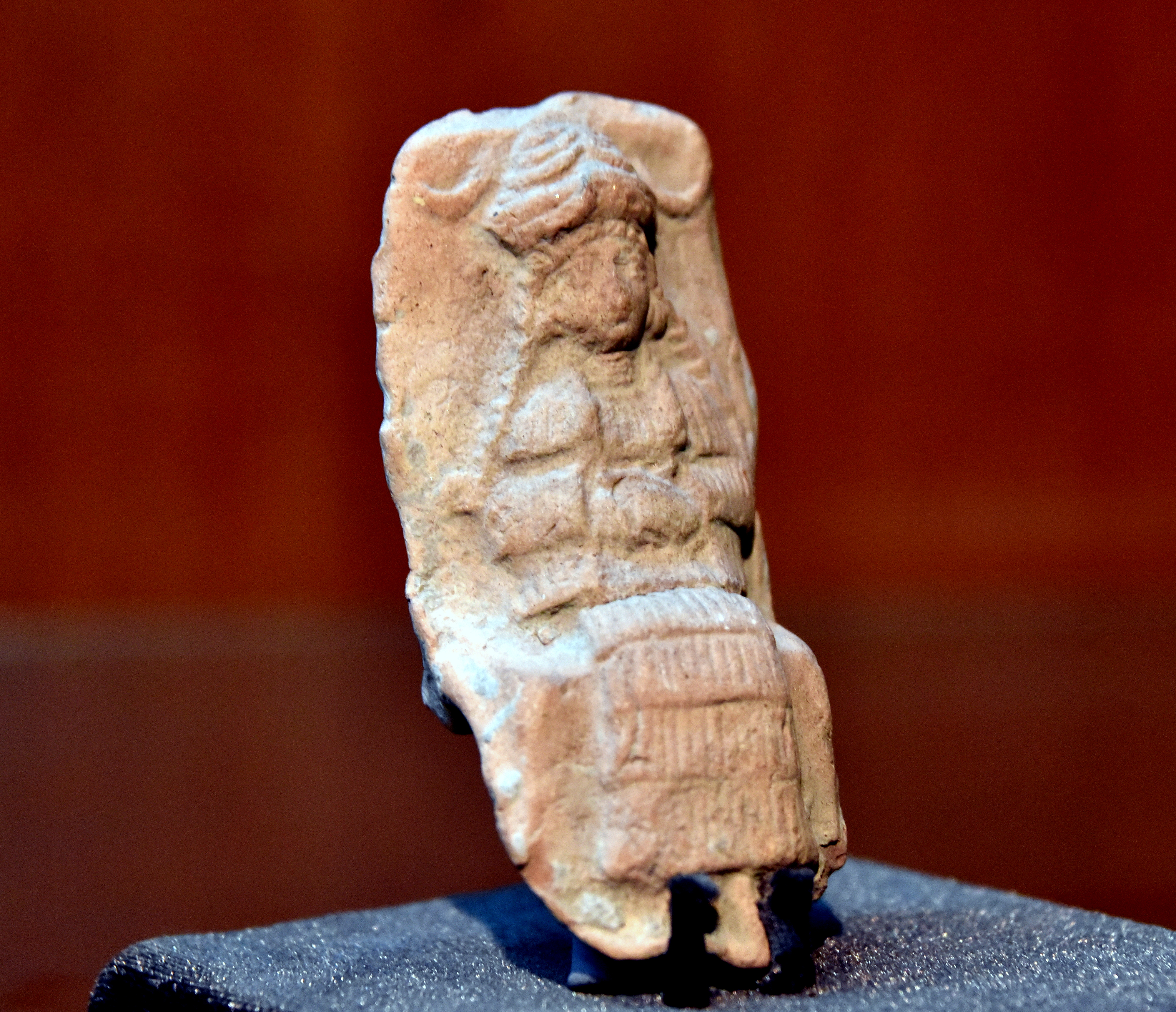
玉座に座るメソポタミアの女神。古バビロニア時代の焼成粘土製飾り板。

### ウル第3王朝
ウル・ナンムが創設した王朝はウル第3王朝と呼ばれる。ウル・ナンムの治世は前22世紀の末から前21世紀の初頭頃であり、ブリンクマンによる編年では在位期間は前2112年-前2095年である。彼の支配下において、ウルのジッグラトを含む諸神殿が建設され、灌漑を通じて農業生産が向上した。彼の法典、『ウル・ナンム法典』（断片が1952年にイスタンブルで特定された）は知られている限りこの種の文書の中で最も古いものの1つであり、『ハンムラビ法典』に300年先行する。ウル・ナンムとその後継者シュルギは共に在位中に神格化され、死後も英雄的人物とされ続けた。現存するシュメール文学の1つでは、ウル・ナンムの死と冥界への旅が描かれている。
ウル第3王朝はおよそ100年続き、5人の王が統治した。最も強力であったのは第2代のシュルギであった。彼の治世において、この王朝は高度に中央集権化された官僚制国家へと改革され、統治体制が確立された。一般的にウル第3王朝の特徴と考えられている要素の大半は、シュルギの時代に構築されたと考えられている。統一された度量衡が制定され、貢租制も整備されてメソポタミアとその周辺の広い範囲の諸国は家畜等をウルに納める義務を負った。シュルギは長期間（ブリンクマンの編年では在位：2094年-前2047年）統治し、かつてのアッカド帝国の王と同じように在位中に自身を神格化した。王の神格化は、その後の王たちにも受け継がれている。
ウル第3王朝の続く3代の王は、アマル・シン、シュ・シン、イッビ・シンの3名である。メソポタミアにおけるアッカド語の普及とバイリンガル化を反映し、アマル・シンの名前はシュメール語とアッカド語の組み合わせであり、残り2名の名前はアッカド語のみによるものとなっている。ウルは前2004年頃、イッビ・シンの在位第24年にエラム人の手に落ちた。この事件は『ウル滅亡哀歌』によって記憶されている。
ある推定では、ウルは前2030年頃には世界最大の都市であり、人口はおよそ65,000人（全世界人口の0.1パーセント）であった。

### 前2千年紀
ウル第3王朝の終焉の後、イシン市で独立勢力（イシン第1王朝）を築いていたイシュビ・エッラがウル市からエラム人を追い払いその支配権を握った。イシン第1王朝、そしてこれと覇を争ったラルサはいずれもウル第3王朝の後継者であることを自任しており、政治的中心としての地位を失った後もウルは重要な都市であり続けた。ウル市の繁栄、帝国の威勢、シュルギ王の偉大さ、そして極めて効果的な国家のプロパガンダはメソポタミアの歴史を通じて影響を残した。アッシリアとバビロニアのメソポタミア社会の歴史的物語に名前、出来事、神話が記憶が留められている間、少なくともその後の2000年間、シュルギは非常に有名な歴史上の人物であった。
メソポタミアではアムル人（アモリ人）とよばれる西セム語を話す人々が建てた王朝が争うようになり、やがてその中から前18世紀に隆盛を迎えたバビロン第1王朝がハンムラビ王（在位：前1792年-前1750年）の下でメソポタミアの大部分を統一した。ウルもまたその支配下に入った。そして前1595年のバビロン第1王朝の滅亡の後には、新たにバビロニアの支配者となったカッシート人によって再征服された。カッシート人による支配の前、ウルは衰退していたが、カッシートの王クリガルズ1世がウルを再建し、その後の王たちも様々な修復工事をウルで行った。

### 鉄器時代
前10世紀から前7世紀まで、他の南部メソポタミア地域と中東の大部分、小アジア、北アフリカ、南部コーカサスと同様に、北部メソポタミアから拡大した新アッシリア帝国の支配下に入った。前7世紀の終わりからウルは新バビロニア（カルデア）と呼ばれるバビロンの王朝の支配下に入った。前6世紀には、ネブカドネザル2世の下、ウルで新たな建設活動が行われた。最後のバビロニア王、ナボニドゥス（彼はカルデア人ではなくアッシリア出身である）はジッグラトを改修した。しかしながら、ウル市は前530年頃、バビロニアがペルシア人（ハカーマニシュ朝）の支配下に入った後には衰退を始め、前5世紀初頭にはもはや人が住んでいなかった。ウルが終焉を迎えたのは恐らく干ばつ、河川路の変化、そしてペルシア湾への河口に泥が沈殿していったためであった。

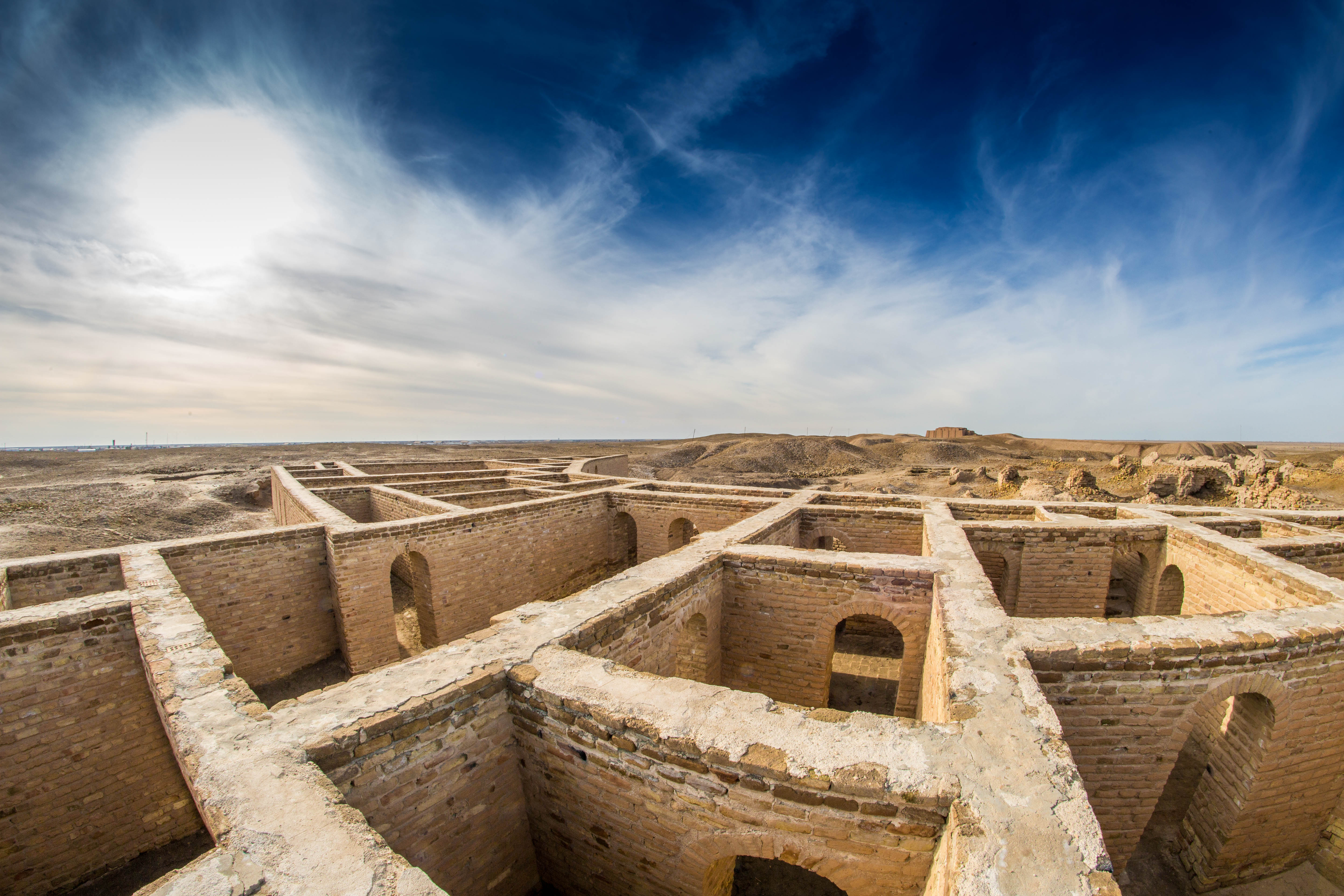
ウルの「アブラハムの家（"Abraham's House"）」。2016年撮影。

ウルは恐らく『旧約聖書』「創世記」でアブラハム（アラビア語ではイブラヒム）の生誕地として言及されているウル・カスディム市である。アブラハムはユダヤ教、キリスト教、イスラーム教において父祖とされている人物であり、伝統的に前2千年紀に生きていたと考えられている。しかし、ウル・カスディムをシャンルウルファ、ウルケシュ、ウラルトゥ、クタに比定する伝統と学者の意見があり、対立している。
聖書のウルはトーラーおよび『旧約聖書』において「カスディム（Kasdim/Kasdin）の」と付されて4回言及されており、英語では伝統的に「カルデアのウル（Ur of the Chaldees）」と訳されている。カルデア人は前850年頃までにウルの郊外に定着していた。しかし、伝統的にアブラハムが生きていたとされる前2千年紀の間にはメソポタミアのどこにもいなかった。新バビロニア（カルデア）は前7世紀後半までバビロニアを（従ってウルも）支配していなかったうえ、その権力を維持していたのは前6世紀半ばまでであった。ウルの名は創世記 11:28、創世記 11:31、創世記 15:7に現れている。ネヘミヤ記 9:7のウルに言及する一節は「創世記」を言い換えたものである。

## 考古学

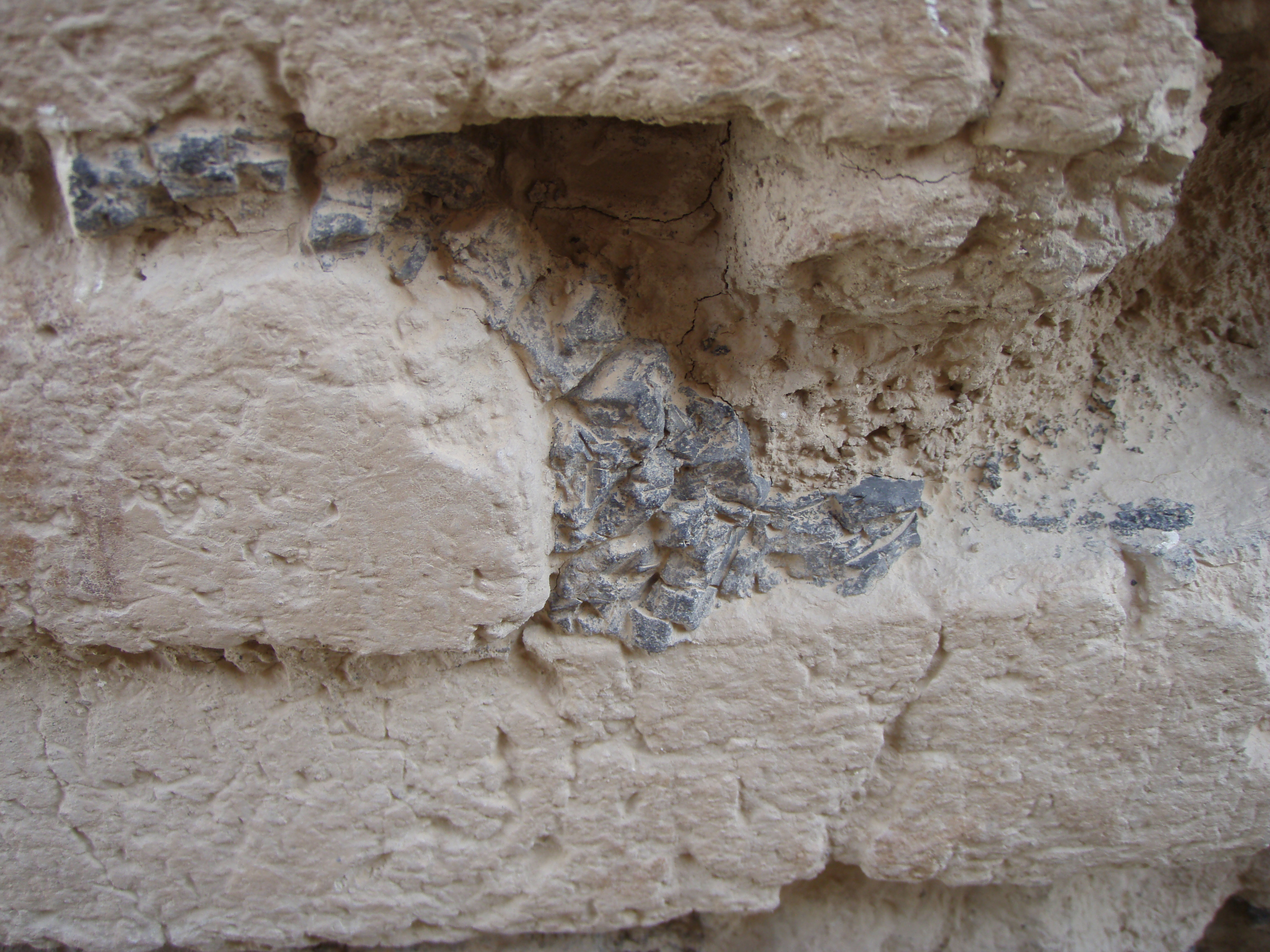
ウルのレンガの中の瀝青「モルタル」。

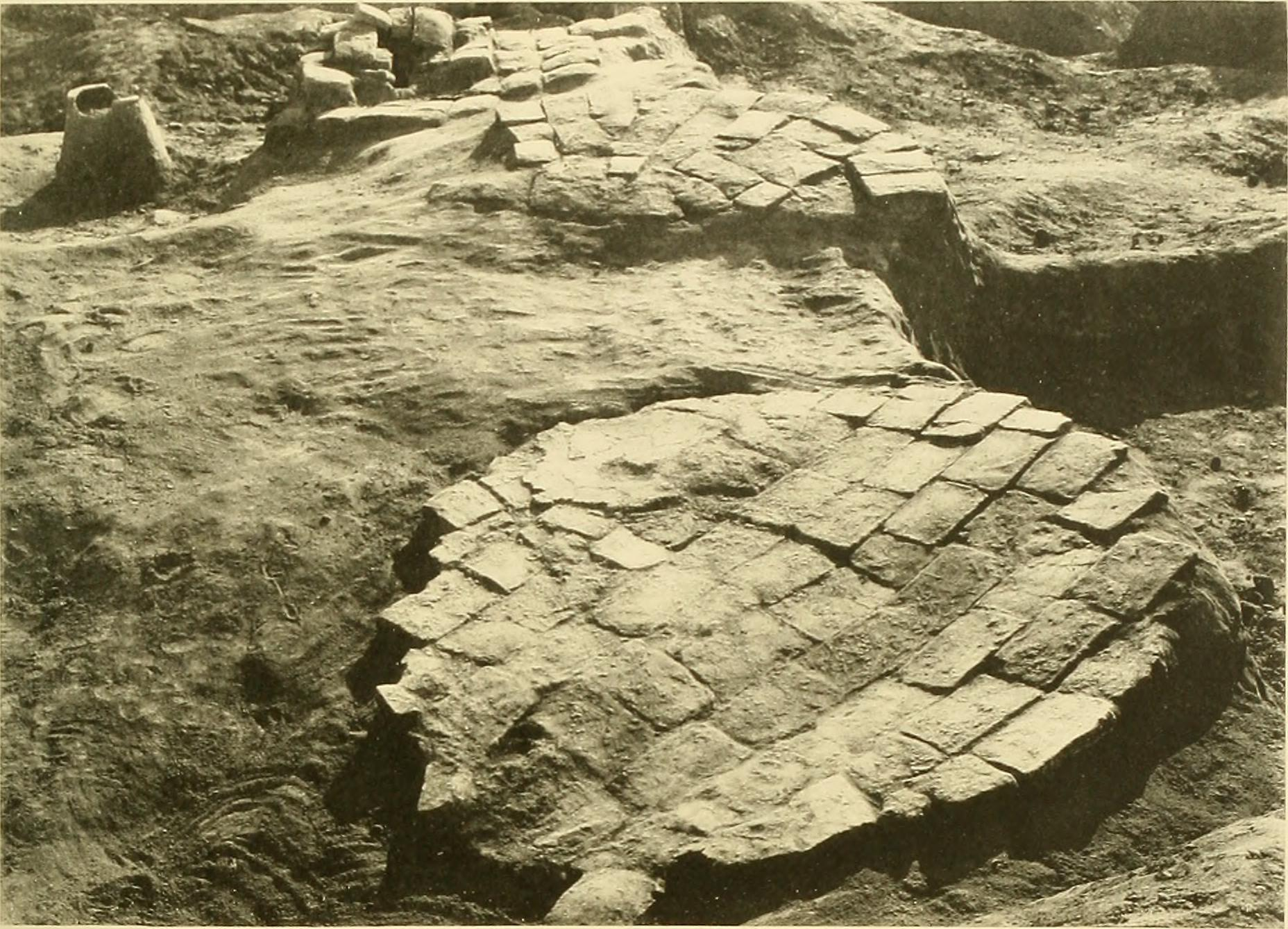
1900年に発掘されたレンガ製の円形構造物。

1625年、ピエトロ・デッラ・ヴァッレがウルの遺跡を訪れ、奇妙なシンボルがスタンプされ、瀝青で固められた古代のレンガの存在、および彫刻の施された印章と思われる黒大理石の断片の存在を報告している。
ヨーロッパ人考古学者たちはテル・エル＝ムッケイヤルがウルの遺跡だと特定していなかった。この遺跡をウルの遺跡だと特定したのはヘンリー・ローリンソンで、彼はウィリアム・ロフトゥスが1849年に持ち帰ったレンガから、ウルの地名を解読することに成功した。
ウルの遺跡は大英博物館のために、また外務・英連邦省の指示によってイギリスのバスラ副領事ジョン・ジョージ・テイラーによって1853年と1854年に初めて発掘された。テイラーはウルのジッグラトと、後に「審判の門（Gate of Judgment）」の一部であることが特定されることになるアーチ構造を発掘した。
ジッグラト最上段の四隅でテイラーは最後のバビロン王ナボニドゥス（ナブー・ナーイド、前539年）の碑文がある粘土製シリンダーを発見した。これは彼の息子ベル・シャル・ウツルへの祈りで締めくくられており、ベル・シャル・ウツルは「ダニエル書」に登場するベルシャザルにあたる。それ以前にも、イシン王イシュメ・ダガンとウル王シュ・シン、そして前14世紀のカッシートのバビロン王クリガルズがこのジッグラトを再建した痕跡が残っているほか、ネブカドネザルもこの神殿の再建を行ったと主張している。
テイラーはさらに興味深いバビロニアの建築物をこの神殿から遠くない場所で発掘した。古代のバビロニアのネクロポリスの一部である。ウルの全域で彼は後期の時代の豊富な埋葬遺構を発見した。後の時代、その神聖さ故にウルは墓地として人気のある場所となり、人がすまなくなった後でさえネクロポリスとして使用され続けていたように思われる。
この時代の典型として、テイラーによる発掘は情報を破壊し、遺丘を曝け出すものであった。ウルの遺跡は未発掘のまま、現地人たちによって自由に使えるようになった4,000年前のレンガやタイルが、その後75年あまりにわたって建材として使用された。大英博物館はアッシリア地方における考古学的調査を優先することを決定していた。
テイラーの時代の後、ウルの遺跡には多数の旅行者が訪れ、そのほとんどが古代バビロニアの遺構、彫刻された石などが地表に横たわっているのを目撃した。この遺跡は遺構が豊富であり、比較的探索しやすいと考えられていた。1918年にレジナルド・キャンベル・トンプソンが数度の調査を行った後、H・R・ホールが1919年に大英博物館の事業としてウルで1シーズンの調査を行い、その後のより広範な研究の基礎を築いた。

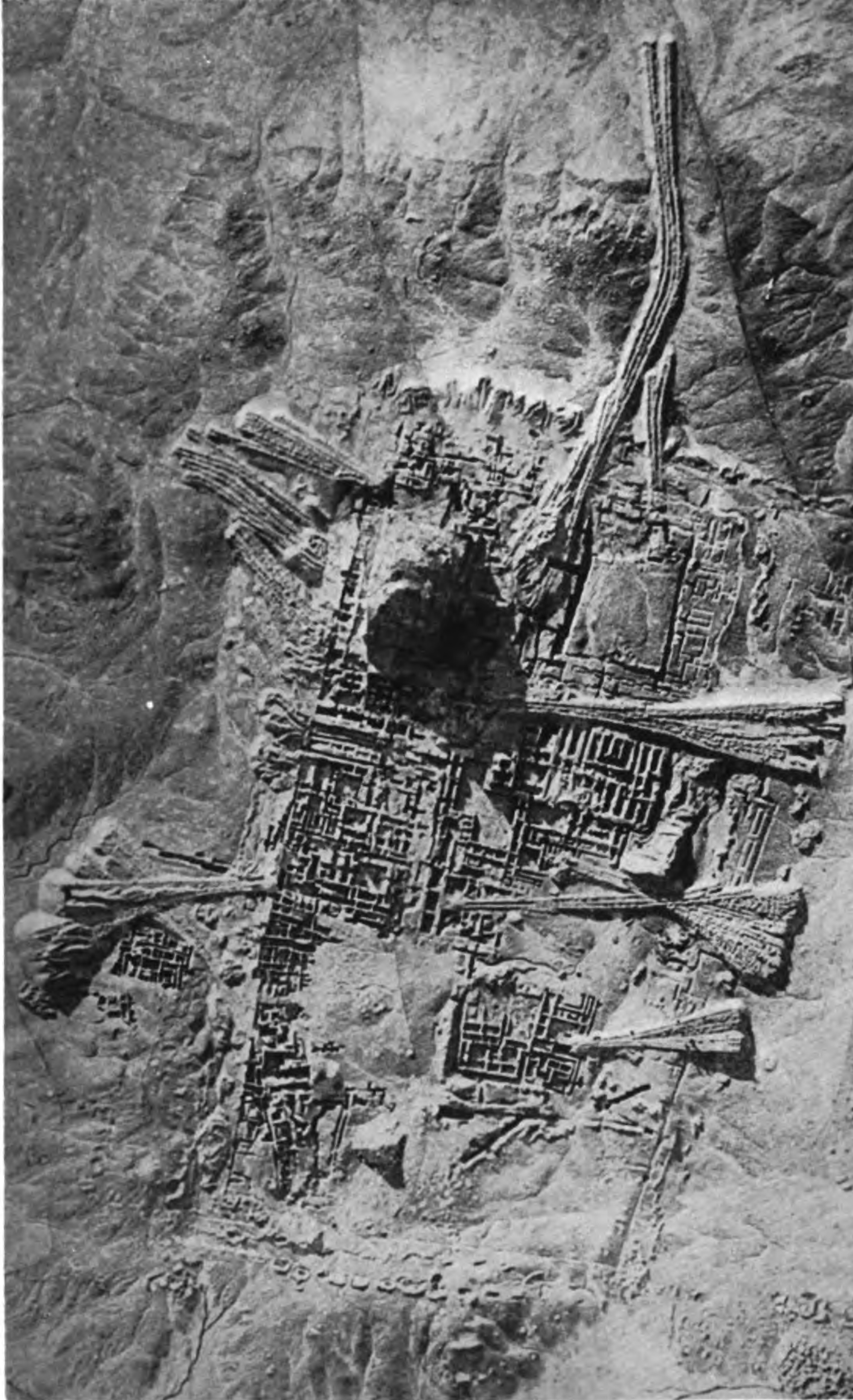
ウルの航空写真（1927年）

大英博物館とペンシルベニア大学の資金によって、1922年から1934年まで、考古学者チャールズ・レオナルド・ウーリー卿の指揮で発掘が行われた。総計約1850の墓地が発見された。その内の16基は「王墓と呼ばれ、ウルのスタンダードなど多くの貴重な副葬品が収められていた。この王墓の多くは前2600年頃に年代付けられる。発見された王墓の中には王妃プアビのものと考えられる未盗掘の墓もあった。彼女の名前はこの墓から見つかった円筒印章から知られているが、他に2点の無記名の印章も同じ墓から見つかっている。彼女以外にも多くの人々が人身御供として一緒に埋葬された。ウルのジッグラトのそばでは、エ・ヌンマハ（E-nun-mah）神殿とE-dub-lal-mah（王のための建物）、エ・ギパル（E-gi-par、高位の聖職者の住処）、エ・フルサグ（E-hur-sag、神殿の建物の1つ）が発掘された。この神殿の境内の外側には、日常生活が送られていた家屋が多数見つかった。王墓群の下の層の発掘も行われ、3.5メートルもの厚さを持つ堆積土の層（layer of alluvial clay）が最初期の居住地の層を覆っているのが確認された。最初期の層からはウバイド期の土器が見つかっており、これはメソポタミア南部における定住の最初の段階のものである。ウーリーはこれらの発見について後に多くの論文と本を書いている。ウーリーのウルにおける発掘調査の助手の1人がマックス・マローワンである。ウル遺跡での発見はその王墓群の発見と共に世界中の主要メディアのヘッドラインを飾った。この結果、ウルの遺構は多くの訪問者を惹きつけた。こうした訪問者の中には有名なアガサ・クリスティーがおり、彼女はこの時に知り合ったマックス・マローワンと結婚した。
この頃、ウルにはバグダードとバスラを結ぶ路線の「ウル・ジャンクション（Ur Junction）」と呼ばれる停車場からアクセスすることができた。
ウル王墓が初めて発見された時、発見者たちはそれがどれほど大きいものであるか知らなかった。彼らは砂漠の真ん中で2つの発掘坑を掘ることから始め、発掘を継続することで何かを発見できるかどうか見定めた。発掘隊は当初、チームA、チームBという2つのチームにわかれていた。両チームは最初の数か月で発掘坑を掘り、金製の飾りや土器の小さな破片などを収集し、埋葬地の痕跡を発見した。これは当時「ゴールド・トレンチ（gold trench）」と呼ばれていた。最初の発掘シーズンが終わるとウーリーはイギリスに戻り、秋に第2発掘シーズンを始め発掘を継続した。このシーズンの終わりまでに、彼は多くの部屋に取り巻かれた中庭を発見した。第3発掘シーズンにおいて彼らはそれまでで最大の発見をした。発見したのは王の命令で建てられたと考えられた建物と、高位の神官の住居であったと考えられた建物であった。第4シーズンと第5シーズンの終わりが近づく頃には、数多くの出土品が見つかっており、発掘隊は実際の発掘による物品の発見よりも、発見したものの記録の方にほとんどの時間を費やすようになっていた。金製の飾りから土器や石まで数多くの遺物が発見された。墓の中にはいくつかの竪琴もあった。最も重要な発掘品の1つはウルのスタンダードである。6シーズン目の終わりには、1850の墓が発見され、そのうちの17が「王家の墓」と考えられた。ウーリーは1934年に王家の墓の発掘を終えた。彼は一連の埋葬跡を発見した。彼はこれらの埋葬跡を「王家の墓（Royal tombs）」および、「死の穴（Death Pit）」と呼んだ。多くの従者（servants）が殺害され王族と共に埋葬されたが、ウーリーはこれらの従者が喜んで死んで行ったと考えていた。ウーリーとその妻で協力者のキャサリン（Katherine）はこれらの従者たちは毒入りの飲み物を与えられており、その死は支配者たちへの貢物としての集団自殺であるという説を立てた。しかし、現存する頭骨のいくつかの断面スキャン（tomography scans）を行いコンピュータ処理をすると、その中に銅斧の先端のスパイクで頭を殴られて殺害された形跡があることがわかった。これによって、毒による集団自殺というウーリー夫妻の説は正しくないことが証明されている。王女プアビの墓の内部、部屋の中央に箱（chest）があった。その箱の下にはいわゆる「王の墓（King's grave）」PG-789へ通じる穴があった。これは王妃の墓に隣接していたので王の墓であると考えられた。この「王の墓」では銅の兜と剣を装備した63人の従者（attendants）がいた。これは王と共に埋葬された軍隊であると考えられている。「Great death pit」と呼ばれる別の大きな部屋（PG-1237）も発見された。この部屋には74体の遺体があり、うち68体が女性であった。この墓内には2つの副葬品しかなく、その両方が竪琴であった。

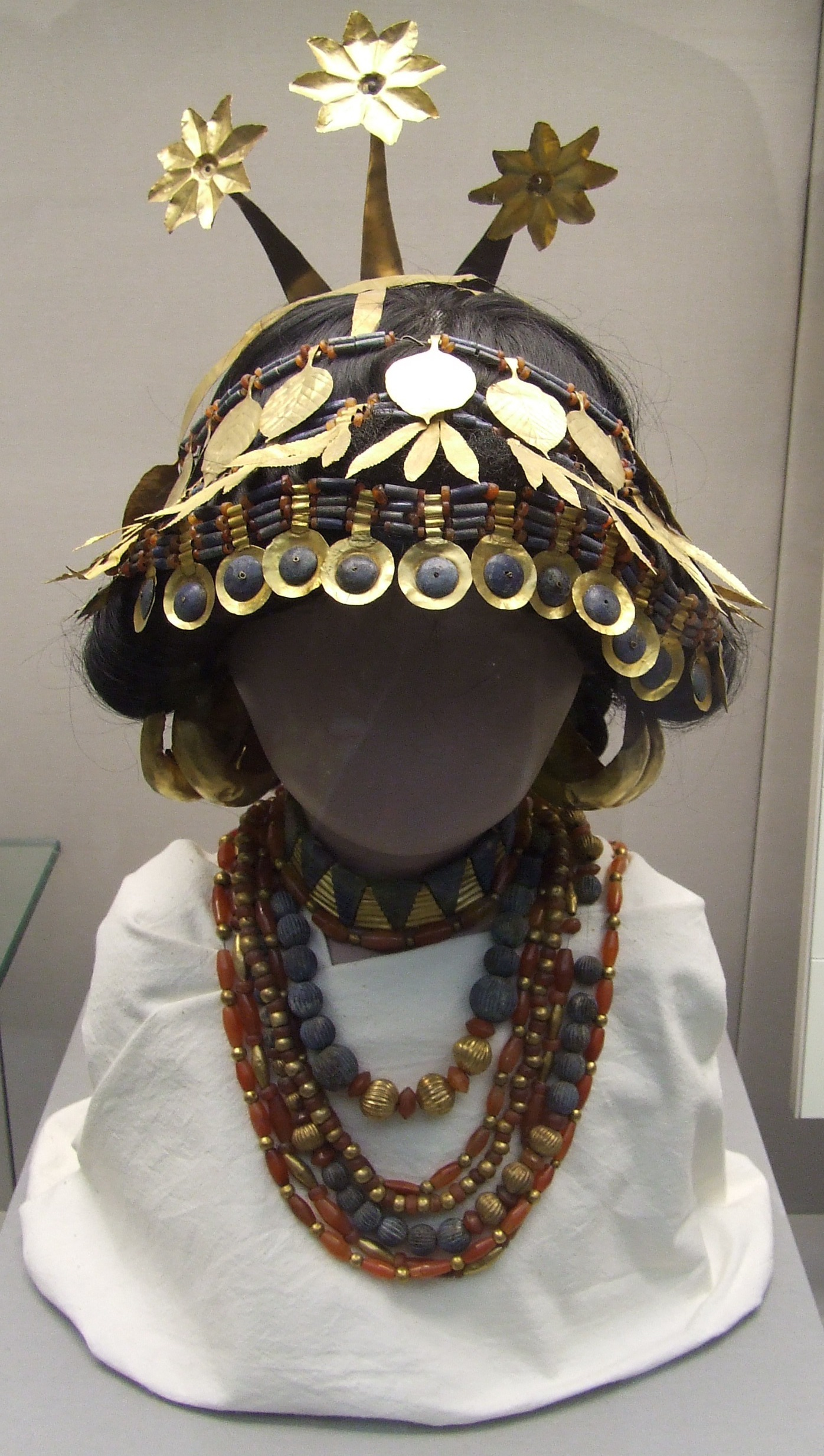
シュメールの帽子とネックレス。大英博物館収蔵。これらはウルの「王家の墓（Royal tombs）」の中のプアビの墓で発見された。

ウルで発見された宝物のほとんどは大英博物館とペンシルベニア大学考古学人類学博物館にある。この博物館では2011年の春の終わりに「Iraq's Ancient Past（イラクの古代）」という企画展が開かれ、「王家の墓（Royal tombs）」の発掘品の中でも最も有名な作品なども展示された。それ以前にもペンシルベニア大学考古学人類学博物館は「Treasures From the Royal Tombs of Ur.」と題する企画展において、ウルから発見された最高の作品を数多く巡回に出した。この企画展はクリーブランド、ワシントン、ダラスなど、8つのアメリカの博物館を巡り、2011年5月にデトロイト美術館で巡回を終えた。
2009年、ペンシルベニア大学とイラクの合同チームがウル遺跡での考古学調査を再開することで合意に達した。

### 考古学遺跡

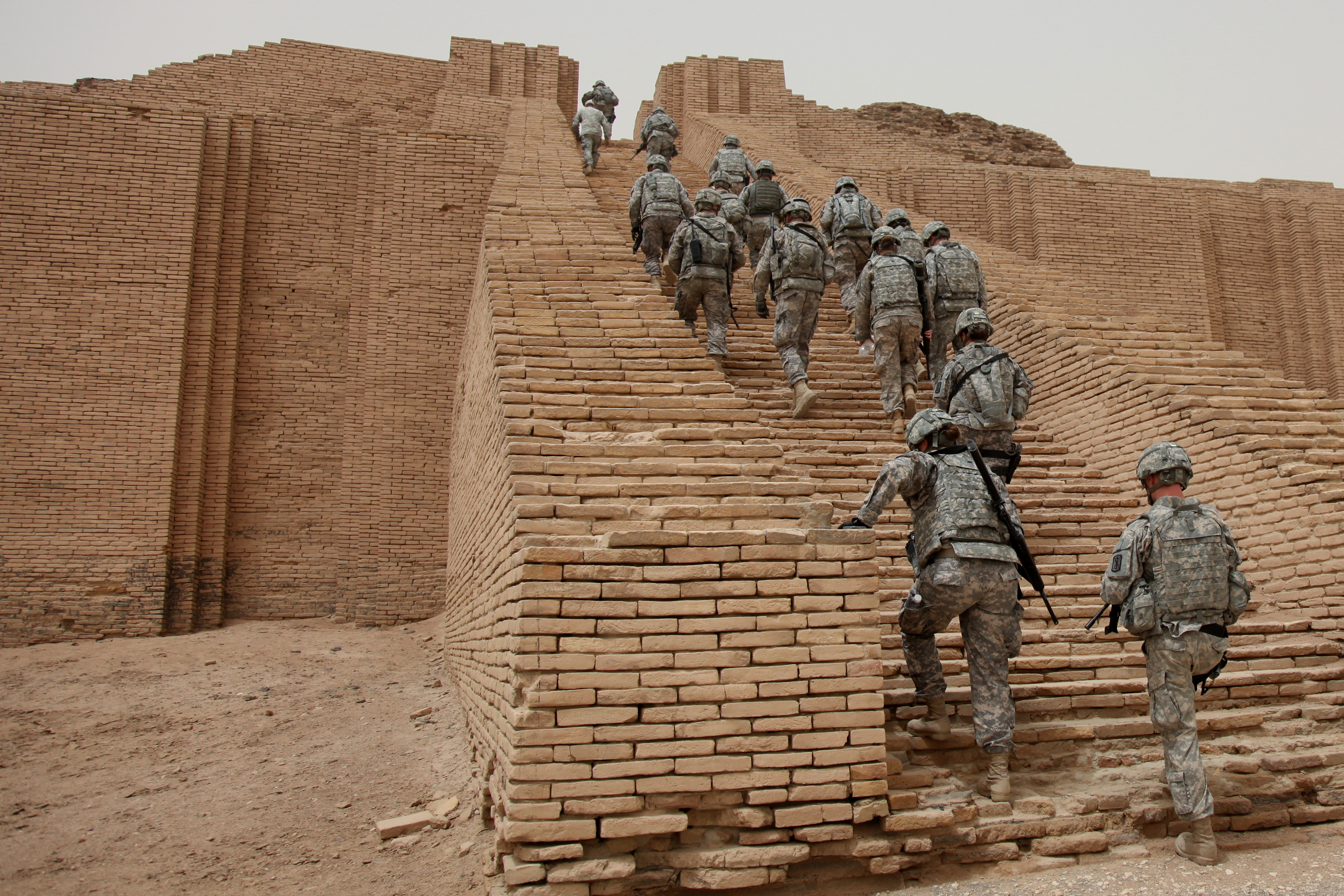
再建されたウルのジッグラトを登るアメリカ兵。2010年5月。

現代において発掘されたいくつかの地区はその後再び砂で覆われたが、ウルのジッグラトは完全に発掘され、最も保存状態が良く目立つ遺構として遺跡に建っている。「シュメールの霊廟（Sumerian Mausolea）」とも呼ばれる有名な王家の墓はウルのジッグラトから南東に250メートル、ウル市を囲う市壁の角にあり、ほぼ完全に発掘されている。これらの墓地の一部は構造の強化や安定化が必要な状態にあると見られる。多くの壁に楔形文字（シュメール文字）があり、刻まれた文字で埋め尽くされた日干し煉瓦もある。判読困難なものがあるが、ほぼ全ての表面がこれらの文章で覆われている。現代の落書きも墓に書かれており、これらは通常カラーペンで名前を書いたものである（時には彫りこまれたものもある）。ウルのジッグラトには遥かに多くの落書きがあり、ほとんどがレンガに簡単に彫られたものである。多くの墓は完全に空である。入ることができる墓もわずかにあるが、それらのほとんどは封鎖されている。遺跡全体が土器片で覆われており、それらを踏むことなく遺跡に入るのが実質的には不可能なほどである。破損した土器の「山」の一部は発掘で取り除かれた破片である。王家の墓の地区の壁の多くは土器片と遺体で形成されている。
2009年5月、アメリカ陸軍はウル遺跡をイラク当局に返還した。イラク当局は観光地としての開発を期待している。

### 保存

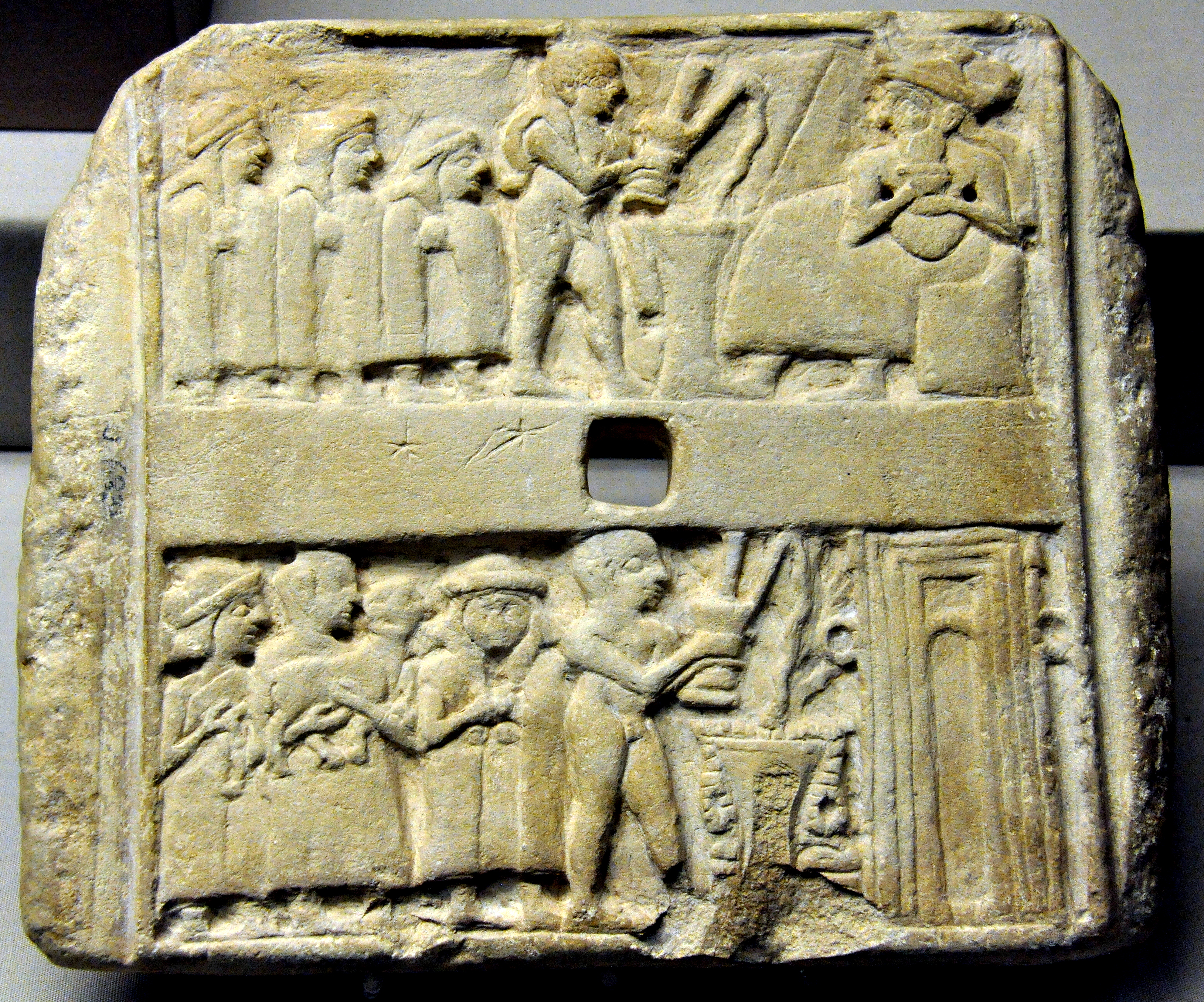
ウルの壁面装飾。前2500年頃。大英博物館収蔵。

2009年からNPO団体グローバル・ヘリテージ・ファンド（GHF）は浸食、放置、不適切な修復、戦争および紛争の問題からウルを保護し保存するための活動を行っている。GHFはこのプロジェクトの目標は、ウル遺跡の長期的な保存と管理の道しるべとなり、他の遺跡の管理のためのモデルの役割を果たす、情報に基づく科学的なマスタープランを作成することであると述べている。
2013年以降、イタリア外務省の開発協力機関（the institution for Development Cooperation）DGCSとイラク観光考古省（Iraqi Ministry of Tourism and Antiquities）のSBAH（the State Board of Antiquities and Heritage of the Iraqi Ministry of Tourism and Antiquities）は「ウル考古遺跡の保全と維持（The Conservation and Maintenance of Archaeological site of UR）」のための共同プロジェクトを開始した。この共同合意の枠組みにおいて、ダブラマフ神殿（Dublamah Temple、計画完了、作業開始）、王家の墓（ウル第3王朝の霊廟、進行中）、およびジッグラト（進行中）のメンテナンスのために詳細な図面を含む実行計画が進行中である。2013年からの最初の調査では、2014年3月にUAV（無人航空機）で得られた新しい航空地図が作成された。これは100以上の航空写真から作成された初の高解像度地図であり、精度は20センチメートル以下である。ウル考古遺跡のORTHO-PHOTOMAPのプレビューがオンラインで入手できる。

### タル・アブー・ティビーラ（Tal Abu Tbeirah）
2012年以降、イタリアとイラクの考古学者による合同チームがフランコ・ダゴスティーノ（Franco D'Agostino）の指揮でウルの15キロメートル東、ナーシリーヤの7キロメートル南にあるタル・アブー・ティビーラ（Tal Abu Tbeirah）を発掘している。
この遺跡は約45ヘクタールの広さがある。前3千年紀後半にはウルと関連する港であり交易の中心であったと見られる。

## 参考ウェブサイト
- David, Ariel (2018年). “Archaeologists Glance Into Fox Burrow in Iraq, Find 4,000-year-old Sumerian Port” (英語). haaretz.   haaretz.com. 2020年5月5日閲覧。
（『考古学者がイラクにあるキツネの穴を垣間見る　4000年前のシュメールの港を発見』（著：アリエル・デーヴィッド、2018年、ハアレツ新聞（イスラエル）））
- Klimczak, Natalia (2016年). “Bask in the Beauty and Melody of the Ancient Mesopotamian Lyres of Ur” (英語). Ancient Origins.   Stella Novus Limited（アイルランド）. 2022年5月13日閲覧。
（ウェブサイト「古代の起源」（ステラ・ノーバス社、アイルランド）に掲載されている『古代メソポタミア、ウルのリラの美と韻律に浴す』（著：ナタリア・クリムジャック、2016年））
- Rosenberg, Matt (2019年). “What Were the Largest Cities Throughout History?” (英語). ThoughtCo.. 2017年8月11日閲覧。
（情報サイト『ToughtCo』に掲載されている『史上最大の都市はどこか？』（著：マット・ローゼンバーグ、2019年））
- Salaheddin, Sinan (2013年). “Home of Abraham, Ur, unearthed by archaeologists in Iraq” (英語). The Christian Science Monitor.   The Christian Science Monitor. 2017年7月15日閲覧。
（ウェブサイト『キリスト教徒科学モニター』に収録されている『イラクにあるアブラハムの故郷、未発掘のウル』（著：シナン・サルヘドン、2013年））
- “An exploration of the Royal Tombs of Ur, with a comprehensive selection of high-resolution photographs detailing the treasures found in the tombs” (英語). Sumerian Shakespeare. 2022年6月13日閲覧。
（ウェブサイト『シュメールのシェイクスピア』に掲載されている『ウルの王墓の発掘　王墓から発掘された各種宝物の高画質画像付き』）
- “First orthophoto of archaeological site of UR realized using UAV” (イタリア語). Archeoguide.   Archeoguide (2014年). 2020年6月5日閲覧。
（『無人航空機による、ウルの考古学遺跡の初めての航空写真』（考古ガイド、2014年））
- “Soldiers visit historical ruins of Ur” (英語). U.S.Army.   U.S.Army (2009年). 2022年5月1日閲覧。
（『兵士たちが、ウルの遺跡を訪問』（アメリカ陸軍、2009年））
- “Treasures from the Royal Tombs of Ur” (英語). PENNMUSEUM. 2022年6月13日閲覧。
（ペンシルベニア大学考古学・文化人類学博物館のウェブサイトに掲載されている『ウルの王墓の発掘　王墓から発掘された各種宝物の高画質画像付き』）
- “Ur” (英語).   Jewish Encyclopedia. 2022年6月13日閲覧。
（『ウル』（ユダヤ百科事典））
- “Ur, Iraq - Home to the Largest Ziggurat in the World” (英語). Grobal Heritage Fund.   Grobal Heritage Fund (2010年). 2010年11月9日閲覧。
（『イラクのウル － 世界最大のジッグラトがある場所』（世界遺産基金、2010年））
- “U.S. Archaeologists To Excavate In Iraq” (英語). Radio Free Europe / Radio Liberty.   Radio Free Europe / Radio Liberty (2009年). 2022年5月1日閲覧。
（『アメリカの考古学者、イラクの発掘へ』（ラジオ・フリー・ヨーロッパ　ラジオ・リバティ、2009年））
- “US returns Ur, birthplace of Abraham, to Iraq” (英語). ABC News(Australian Broadcasting Corporation).   ABC News(Australian Broadcasting Corporation) (2009年). 2022年5月1日閲覧。
（『合衆国がアブラハムの生地であるウルをイラクに返還』（オーストラリア放送協会、2009年））
- “Woolley’s Ur Revisited, Richard L. Zettler, BAR 10:05, Sep/Oct 1984.” (英語). 2022年6月13日閲覧。
（『ウーリーのウル再訪』（リチャード・Ｌ・ゼトラー））